# Gippsicola
Genre
Gippsicola est un genre d'araignées aranéomorphes de la famille des Segestriidae.

## Distribution
Les espèces de ce genre sont endémiques d'Australie.

## Liste des espèces
Selon World Spider Catalog (version 18.0, 14/02/2017) :
- Gippsicola lineata Giroti & Brescovit, 2017
- Gippsicola minuta Giroti & Brescovit, 2017
- Gippsicola raleighi Hogg, 1900
- Gippsicola robusta Giroti & Brescovit, 2017

## Publication originale
- Hogg, 1900 : A contribution to our knowledge of the spiders of Victoria: including some new species and genera. Proceedings of the Royal Society of Victoria (N.S.), vol. 13, p. 68-123 (texte intégral).